# Ronin (filme)
Ronin é um filme de ação, de 1998, dirigido por John Frankenheimer e escrito por John David Zeik e David Mamet, sobre o pseudónimo de Richard Weisz. 
O filme teve sua primeira estreia no Festival Internacional de Cinema de Veneza de 1998 antes de seu lançamento em 25 de setembro. Os críticos foram positivos sobre a ação do filme, elenco e aspectos técnicos.

## Sinopse
Um grupo de homens é reunido em Paris por uma mulher chamada Deirdre. Cada um é especialista em determinada atividade e são contratados para obter uma mala em Nice. O conteúdo é um mistério mas o objetivo é obtê-la para ser revendida a um grupo de russos liderados por Mikhi. O resgate é bem planejado e executado, porém Gregor, um dos integrantes do grupo, os trai e rouba a mala, para ele próprio, um ex-membro da KGB, vende-la. 
Gregor é caçado pelos antigos companheiros e também por Seamus, um irlandês membro independente do IRA e superior de Deirdre. 

## Elenco

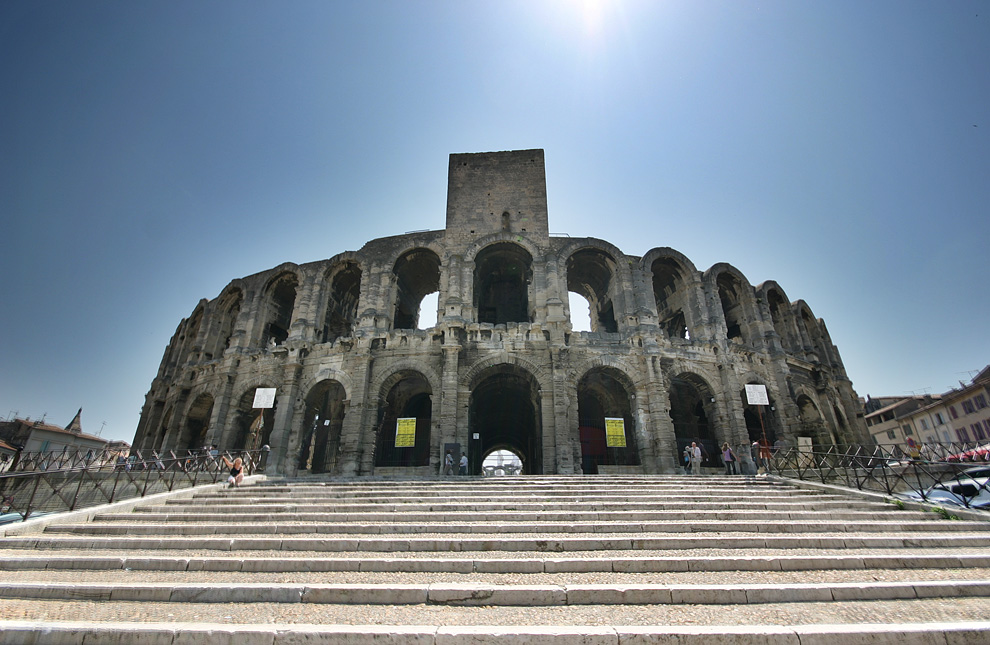
O anfiteatro de Arles, usado durante as filmagens.

- Robert De Niro — Sam
- Jean Reno — Vincent
- Natascha McElhone — Deirdre
- Stellan Skarsgård — Gregor
- Sean Bean — Spence
- Skipp Sudduth — Larry
- Michael Lonsdale — Jean-Pierre
- Jonathan Pryce — Seamus O'Rourke
- Féodor Atkine — Mikhi
- Katarina Witt — Natacha Kirilova

## Produção
Na abertura do filme, é explicado o significado do termo Ronin. Criado originalmente por J.D. Zeik, foi reescrita por David Mamet, que nos créditos utilizou o pseudônimo Richard Weisz. Foi filmado e ambientado na França, especialmente nas cidades de Paris, Arles e Nice. Com duas importantes cenas de perseguição de automóveis, os veículos utilizados foram: Audi S8, Citroën XM, Peugeot 605, Peugeot 406, BMW M5, Mercedes-Benz 450 SEL 6.9. Jean-Pierre Jarier esteve entre os pilotos dublês.